# Pedro Fernández Durán
Pedro Fernández Durán y Bernaldo de Quirós, né le 5 décembre 1846 à Madrid (Espagne) et mort le 25 août 1930, est un aristocrate et collectionneur espagnol.

## Biographie
Pedro Fernández Durán y Bernaldo de Quirós est le deuxième fils de Manuel Fernández Durán y Pando et de Paula Bernaldo de Quirós y Colom, marquises de Perales. Après la mort de sa nièce survenue en 1906, lors de l'attentat commis par Mateo Morral sur Alphonse XIII et Victoire-Eugénie Calle Mayor (es) à Madrid, il se retire de la vie sociale et mène une vie solitaire jusqu'à sa mort survenue le 25 août 1930.
Sa collection, formée depuis de nombreuses années et réunie à son domicile madrilène de la rue Claudio Coello, était pratiquement inconnue. Elle était composée d'objets de nature et de qualité hétérogènes et consistait en peintures, sculptures, dessins, gravures, tapisseries, armes et armures, porcelaine, meubles, tissus et divers objets, ainsi qu'une bibliothèque composée de plus de dix mille volumes, qu'il légua au Casino de la Gran Peña. L'héritage du Musée du Prado se reflète dans la cinquième clause de son  testament : « Je lègue au Musée national de peinture et de sculpture existant dans la salle du Prado, ma collection de peintures, tapisseries, porcelaines, objets d'art, gravures, dessins, mobilier artistique et, en un mot, tout ce qui constitue ma collection », mais il impose la condition que tout cela soit conservé dans une ou plusieurs pièces portant son nom, et dans lesquelles une plaque portant l'inscription suivante devait être placée : « À la mémoire de mes défunts parents Don Manuel Fernández Durán et Doña Paula Bernaldo de Quirós, Marquises qui étaient de Perales et Tolosa, leur deuxième fils Pedro Fernández Durán fait cette donation au Musée ».
La disposition testamentaire ne laisse au musée aucune possibilité de sélectionner uniquement les œuvres qui l'intéressent. Au cours de l'été 1930, une commission désignée par le conseil d'administration du musée se rend chez Fernández Durán pour commencer à répertorier, étudier et transférer les œuvres au musée. Parmi les peintures, les œuvres de Van der Weyden, Morales et Goya se sont particulièrement remarquables. Une partie de la plus haute qualité provient de la vente des actifs de la Casa de Osuna (1896) et de la vente tenue au Palais de Boadilla del Monte en 1899.